# Sadakazu Tanigaki
Sadakazu Tanigaki (谷垣 禎一 Tanigaki Sadakazu?, 7 de marzo de 1945) es un político conservador de Japón que fue ministro de Hacienda de Japón desde 2003 hasta 2006, bajo el gabinete de Junichiro Koizumi. También fue ministro de Construcción y Transporte durante el gobierno de Yasuo Fukuda y actualmente está sirviendo su noveno período como miembro de la Cámara de Representantes, representando al Quinto Distrito de Kioto. Fue elegido presidente del Partido Liberal Democrático (PLD) el 28 de septiembre de 2009, tras la enorme derrota del partido en las elecciones generales de Japón de 2009, hasta que fue sustituido por Shinzō Abe el 26 de septiembre de 2012. Fue el segundo líder del PLD que no fue simultáneamente primer ministro de Japón.

## Primeros años
Tanigaki nació en Fukuchiyama, Kioto, Japón y fue al Instituto de Azabu. Se graduó por Derecho en la Universidad de Tokio en 1974, y trabajó como secretario para su padre, el entonces ministro de Educación. Después volvió a aprobar el examen de revalidación en 1979, especializándose en derecho tributario, y se registró como abogado en 1982 tras completar su entrenamiento legal.

## Carrera política
Tanigaki estaba preparado para que su carrera legal comenzase tras diez años de estudio, pero su padre, que representaba el segundo distrito de Kioto, falleció en 1983. Tanigaki se mudó a Kioto para ocupar su puesto.
Encabezó brevemente la Agencia de Ciencia y Tecnología en 1997. Durante el gobierno del primer ministro Koizumi, desempeñó varios cargos, incluyendo la Comisión de Reconstrucción Financiera, la Comisión Nacional de Seguridad Pública, y más tarde, cargos como ministro de Hacienda desde el 22 de septiembre de 2003 hasta el 26 de septiembre de 2006. Desde 2002, Tanigaki ha dirigido una facción del Partido Liberal Democrático, que antiguamente era parte de la facción Kochikai, con once miembros en la Cámara Baja y 4 en la Cámara Alta.
Tanigaki anunció su candidatura a la presidencia del PLD el 28 de julio de 2006, pero quedó en tercer lugar contra Shinzo Abe y Aso Taro. Tanigaki fue visto como el candidato "moderado" en la carrera, principalmente debido a sus puntos de vista de la política exterior: a diferencia de Abe y Aso, dijo que él no iba a continuar las visitas al Santuario de Yasukuni si él se convertía en primer ministro, lo que lo convirtió en un candidato más atractivo entre los dirigentes del PLD que buscaban mejorar las relaciones con China y Corea del Norte y del Sur.
El 24 de septiembre de 2007, Tanigaki fue nombrado jefe de la autoridad normativa del PLD por el recién elegido presidente Yasuo Fukuda. También fue posteriormente elegido ministro de Construcción y Transporte, el 1 de agosto de 2008.